# Pascal Huser
Pour les articles homonymes, voir Huser.
Pascal Huser est un footballeur néerlandais né le 17 avril 1995. Il évolue au poste d'attaquant au FC Emmen.

## Palmarès

### En équipe nationale
- Pays-Bas -17 ans
  - Vainqueur du championnat d'Europe des moins de 17 ans en 2012